# 入江北嶺
入江 北嶺（いりえ ほくれい、文化7年〈1810年〉- 天保14年5月21日〈1843年6月18日〉）とは、江戸時代後期の絵師。

## 来歴
鈴木南嶺の門人。名は貫、通称は善吉。字は交長。江貫とも号す。箱館の生まれで越後屋という袋物商の息子だったという。幼少の頃より絵を好み、南嶺の絵を見てその絵を学びたいと思い、ついに妻子を残して文政の末年ごろ江戸に行き本意を達し、北嶺と号した。江戸では深川、のち天保6年（1835年）に越中島に住む。作は肉筆画を残す。享年34。墓所はもと西久保の俊朝寺にあったが、昭和6年（1931年）に現在の文京区白山の心光寺に移転している。法名は北嶺玄邦信士。

## 作品
- 「渡唐天神」　※「辛卯秋日北嶺」の落款あり。「辛卯」は天保2年（1831年）。
- 「南嶺月並之画」　一巻　※天保3年7月。北嶺が南嶺の絵を模写したもの。
- 「竹に雀」　水墨淡彩　※「丁酉秋日」（天保8年秋）の落款あり
- 「予譲刺衣図」　扁額（絵馬）、金箔押地著色　浅草寺所蔵　※「箱館　北嶺江貫謹筆」の落款、「江貫之印」の白文方印と「北嶺」の朱文方印あり。裏面には「願主入江北嶺」とある。奉納した年については記していないが、かつて額の表面に「入江北嶺筆　天保十二年（1841年）」という貼紙があったという。北嶺は情熱を注いだこの作品の世評を聞くため、三年間乞食にまじって本堂の周りで起き伏ししたと伝わる。なお文久2年（1862年）刊行の『武江扁額集』（斎藤月岑編）では、天保13年の奉納としている。
- 「竹に鶴」　水墨淡彩
- 「葛に雀」
- 「狗」
- 「日本橋の雪・嵐山の桜・住吉の紅葉」　絹本、三幅対